# Margaret Scott
Dame Catherine Margaret Mary Scott (Johannesburg, 26 aprile 1922 – Melbourne, 24 febbraio 2019) è stata una ballerina sudafricana naturalizzata australiana.

## Biografia
Margaret Scott nacque a Johannesburg e nel 1939 si trasferì nel Regno Unito dove, all'età di 17 anni, fu ammessa alla Sadler's Wells Ballet School e divenne allieva di Ninette de Valois. Pochi mesi dopo fu scritturata dal Sadler's Wells Ballet e, dopo un anno, si unì al Ballet Rambert in veste di solista. Nel 1943 fu proclamata prima ballerina della compagnia, con cui continuò a danzare per altri cinque anni ottenendo grandi successi ne Les Sylphides di Michel Fokine, Jardin aux Lilas di Antony Tudor e nuove coreografie di Walter Gore, Andrée Howard e Frank Staff. Nel 1947 il Ballet Rambert si recò l'Australia in una tournée di enorme successo durata diciotto mesi e al termine della quale alcuni membri della compagnia, tra cui Scott e Sally Gilmour, rimasero nel Paese.
Nel 1949 fu tra i fondatori del National Ballet Theatre di Melbourne, con cui danzò e lavorò come coreografa. Nel 1952 tornò a Londra per danzare nella compagnia di John Cranko e rimase nella capitale inglese per un anno come maitresse de ballet del Ballet Rambert. Nel marzo 1953 sposò Derek Denton, con cui tornò in Australia. Dopo aver insegnato per alcuni anni in diverse compagnie e in una scuola propria, nel 1962 fu tra le fondatrici dell'Australian Ballet. Successivamente si dedicò alla fondazione dell'Australian Ballet School, di cui fu la prima direttrice dall'ingaurazione nel 1964 al 1990.